# Manuel Gondra
Manuel Gondra Pereira (ur. 1 stycznia 1871 w Buenos Aires, zm. 8 marca 1927 w Asunción) – paragwajski polityk, pisarz, dziennikarz i nauczyciel, minister spraw wewnętrznych (1908-1910), prezydent Paragwaju od 1910 do 1911 (został obalony) oraz po raz drugi w okresie od 1920 do 1921 (ustąpił na skutek konfliktu z Eduardo Schaererem, minister spraw zagranicznych (1913–1918), ambasador w Stanach Zjednoczonych (1918–1920). Autor prac historycznych.